# Au bord de la faute
Pour les articles homonymes, voir Au bord du gouffre.
Au bord de la faute (ou Au bord du gouffre) est un film muet français réalisé par Louis Feuillade sorti en 1910.

## Fiche technique
- Titre original : Au bord de la faute
- Titre alternatif : Au bord du gouffre
- Réalisation et scénario : Louis Feuillade
- Société de production : Société des Établissements L. Gaumont
- Société de distribution : Société Française des Films Éclair (France)
- Pays : France
- Format : Muet - Noir et blanc - 1,33:1 - 35 mm
- Métrage : 171 m
- Date de sortie : 
  -  France - 1910

## Distribution
- Suzanne Grandais